# سباق جائزة كريكويليون الكبرى 2025
سباق جائزة كريكويليون الكبرى 2025 (بالفرنسية: Grand Prix Criquielion 2025)‏ هو سباق دراجات هوائية من فئة  1.1، وهو الموسم الثلاثين من سباق جائزة كريكويليون الكبرى ‏، وأقيم في 8 مارس 2025 ضمن سباقات طواف أوروبا للدراجات 2025.
فاز بالمركز الأول ماتيو موشيتي، وحلَّ في المركز الثاني هوغو هوفستيتر، بينما جاء جياكومو نيزولو في المركز الثالث.

## الفرق
| فرق عالمية (7)- Alpecin-Deceuninck - Intermarché-Wanty - Bahrain-Victorious - Team Picnic-PostNL - XDS Astana Team - Arkéa-B&B Hotels - Cofidis فرق برو (14)- Lotto - سبورت فلاندرين بالويس ‏ - بنجوال باوليز ساوكس دبليو بي ‏ - أونو-إكس موبيليتي ‏ - سويس ريسينغ أكادمي ‏ - Team TotalEnergies - أوسكالتيل أوسكادي 2025 ‏ - Israel-Premier Tech - فريق الدراجات Q36.5 ‏ - Equipo Kern Pharma ‏ - Unibet Tietema Rockets ‏ - كاجا رورال-سيغوروس 2025 ‏ - VF Group-Bardiani CSF-Faizanè - برجس بي إتش ‏ فرق قارية (3)- سوبرانو هام ايزوريكس ‏ - MYVELO Pro Cycling Team ‏ - VC Villefranche Beaujolais‏ |  |
| |  |

## التصنيف العام النهائي
| التصنيف العام | التصنيف العام             | التصنيف العام           | التصنيف العام | التصنيف العام |
| العداء        | العداء                    | الفريق                  | الوقت         |               |
| ------------- | ------------------------- | ----------------------- | ------------- | ------------- |
| 1             | ماتيو موشيتي              | فريق الدراجات Q36.5 ‏    | 4 س 39 د 29 ث |               |
| 2             | هوغو هوفستيتر             | إسرائيل - بريمير تيك    | + 0 ث         |               |
| 3             | جياكومو نيزولو            | فريق الدراجات Q36.5 ‏    | + 0 ث         |               |
| 4             | Milan Fretin ‏             | كوفيديس                 | + 0 ث         |               |
| 5             | Sandy Dujardin ‏           | ديركت إينرجي            | + 0 ث         |               |
| 6             | آرون جيت                  | فريق آستانا             | + 0 ث         |               |
| 7             | توم فان أسبروك            | إسرائيل - بريمير تيك    | + 0 ث         |               |
| 8             | جينثي بيرمانز ‏            | فورتنيو سامسيك          | + 0 ث         |               |
| 9             | Axel Huens ‏               | Unibet Tietema Rockets ‏ | + 0 ث         |               |
| 10            | Sebastian Kolze Changizi ‏ | سويس ريسينغ أكادمي ‏     | + 0 ث         |               |
|               |                           |                         |               |               |
|               |                           |                         |               |               |